# Izidina grobnica
Izidina Grobnica je ime bogato obdarjene etruščanske grobnice, ki je bila najdena na pokopališču Polledrara v Vulciju v začetku 19. stoletja. Mnogi predmeti so bili odkriti v ko so bili prvotno izkopani, vendar, kot je bilo navada v tistem času, so bili shranjeni le predmeti  visoke denarne vrednosti. Več kot 60 teh predmetov je zdaj v Britanskem muzeju, drugi pa so raztreseni po številnih muzejih po vsem svetu.

## Odkritje
Grobnica je bila na zemljišču, ki je pripadalo Lucienu Bonaparteju, princu Caninu in Napoleonovem bratu. Leta 1839 je princ Lucien odprl veliko grobnico iz 6. stoletja na pokopališču Polledrara pri Vulciju. Med predmeti, ki so bili najdeni so shranili le dragocene - izgubljene je bila na primer veliko keramične lončenine. Leta 1844 je prinčeva vdova Alexandrine de Bleschamp prodala približno šestdeset predmetov iz grobnice dr. Emilu Braunu iz Nemškega arheološkega inštituta v Rimu. Te so kasneje prodali v Britanski muzej.

## Opis predmetov
Vsi predmeti, najdeni v grobnici, datirajo med letoma 625 in 550 pr. n. št. Pokopna komora je znana kot »Izidina grobnica«, ker so nekoč mislili, da bronast doprsni kip v grobu predstavlja egipčansko božanstvo Izida. Vendar pa je skulptura bolj verjetno prikaz domače boginje rodovitnosti ali svečenice. V grobnici je bilo veliko predmetov, ki so bili jasno uvoženi iz Egipta ali od drugje iz Bližnjega vzhoda. To so bile modre bučke iz fajanse in skarabeji s hieroglifskimi napisi. Štiri nojeva jajca so verjetno okrasili feničanski umetniki v Libanonu. V grobnici je bilo tudi veliko bronastih posod, med njimi skodelice, sklede, posoda na trinožniku, kotel, stoječe svetilke, amfora, žar in žara. Keramični predmeti so bili hidrija, velika amfora in kiliks, poleg tega pa je bil tudi zlat nakit, vključno diadem. Morda so bili najpomembnejši predmeti v grobu številne bronaste in mavčne skulpture, tudi kip pol naravne velikosti, morda prikaz prvotnega pokojnika grobnice. Prikazan je v plašču in dolgi tuniki s sledmi barve.

## Pokojniki
Točna lokacija grobnice trenutno ni znana, ker so bila odstranjena vsa gradiva iz komore, napolnjena in zapuščena. Imena prvotnih pokojnikov ostajajo nejasna, čeprav so arheologi na podlagi razpona in sloga najdenih predmetov predlagali, naj bi poročni par verjetno pokopali v komori skupaj z drugimi člani njihove družine. Morali so biti iz zelo bogate in prestižne etruščanske dinastije v Vulciju, glede na luksuzne predmete, za katere so se odločili, da jih bodo pokopali, od katerih so bili mnogi uvoženi iz tujine in zato dragi.

## Galerija
- Bronasto doprsje iz grobnice, za katero je bilo prvotno mišljeno, da predstavlja bogino Izis
- Dve buči z egipčanskimi hieroglifskimi napisi
- Okrašena in naslikana nojeva jajca iz groba
- Dve bronasti posodi iz groba
- Zlata diadem z reliefno dekoracijo vrvi, palmet, himer in levov
- Del železnega žara: dva bronasta koluta in dve bronasti konjski glavi
- Bronast tripod stoji s kovanim obodom in odrezanimi nogami
- Stari egipčanski skarabej najdeni v Izidini grobnici
- Bronasta štirinožna svetilka
- Velika posoda za shranjevanje ali poslikana amfora in bronasta bikonična žara